# 建民乡
建民乡，是中华人民共和国黑龙江省绥化市庆安县下辖的一个乡镇级行政单位。

## 行政区划
建民乡下辖以下地区：
建安村、建民村、建发村、建业村、建功村和建兴村。